# Enlil

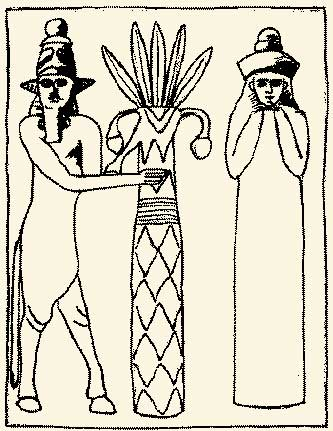
Enlil und Ninlil

Enlil (sumerisch 𒀭𒂗𒆤 EN.lil, deutsch ‚Herr Wind‘; akkadisch Ellil) ist der Hauptgott des sumerischen und akkadischen Pantheons. Er ist Vorgänger und Vorbild späterer Gottheiten diverser altorientalischer Völker.
Als Sohn des Himmelsgottes An wurde Enlil als oberster Gott verehrt und als „König von Himmel und Erde, König der Länder, Vater der Götter“ bezeichnet. Sein Hauptheiligtum war der Tempelkomplex E-Kur (Haus Berg) in Nippur, aber auch der Tempel E-Adda (Haus des Vaters) in Lagas, E-Ugal in Dur Kurigalzu und der Tempel E-am-kur-kur-ra (Haus des Wildstiers) in Assur waren ihm gewidmet.
Seine Gemahlin ist die Göttin Ninlil, in manchen Überlieferungen auch die Göttin Mami (Anzu-Mythos) oder die Göttin Ninhursanga.  Grundsätzlich ist er auch mit der Göttin Sud (Stadtgöttin von Šurrupag) verheiratet, diese wird aber mit Ninlil gleichgesetzt.

## Vater der Götter
Er gilt als Vater mehrerer der wichtigsten Götter des sumerischen Pantheons wie Ninurta, Ningirusu, Nergal, Nanna (Sin) und Ischkur (Adad). Sein Bote war Nusku, seine Nebenfrau Šuzianna.
Durch die ME-Tafeln, mit denen er über das Schicksal gebieten konnte, herrschte er über die Menschen, aber auch über die anderen Götter.
In der babylonischen Religion wurde Enlils Rolle durch den Machtaufstieg von Babylon durch den lokalen Stadtgott Marduk ersetzt, der dessen Werke vollbrachte und auch seine 50 Ehrentitel übernahm. Erzählt wird diese Machtübernahme einer neuen Religion im berühmten babylonischen Schöpfungsmythos Enuma Elish. In der assyrischen Kultur wurde Enlil oft mit dem Hauptgott Aššur gleichgesetzt, dementsprechend stand diesem die Gemahlin Ninlil zur Seite.

## Etymologie
Der Name EN.lil ist sumerisch und bedeutet wörtlich übersetzt ‚Herr Wind‘ entsprechend ist der Sturmwind das Element des Gottes Enlil, welches sich am weitesten zurückverfolgen lässt. Weitere Überlegungen gehen auch zur Interpretation „Herr der Menschen“ (EN.lillu) über, was nicht ganz abwegig ist, da er im Allgemeinen als Schöpfer der Menschen galt.
Enlils Name kann auf Inschriften auch durch weitere Bezeichnungen ersetzt werden. So sind Nunamnir, der Würdige und Kurgal, der große Berg, aber auch die sieben Titel Enlils („Herr der Länder“, „Herr des verlässlichen Wortes“, „Vater des Landes“, „Hirt der Schwarzköpfigen“ (Selbstbezeichnung der Sumerer), „Held, der aus sich selbst Gesichte hat“, „Herr, der sein Heer leitet“, „Er, der dem gestörten Schlaf Ruhe gibt“) geläufige Synonyme für den Gott Enlil.

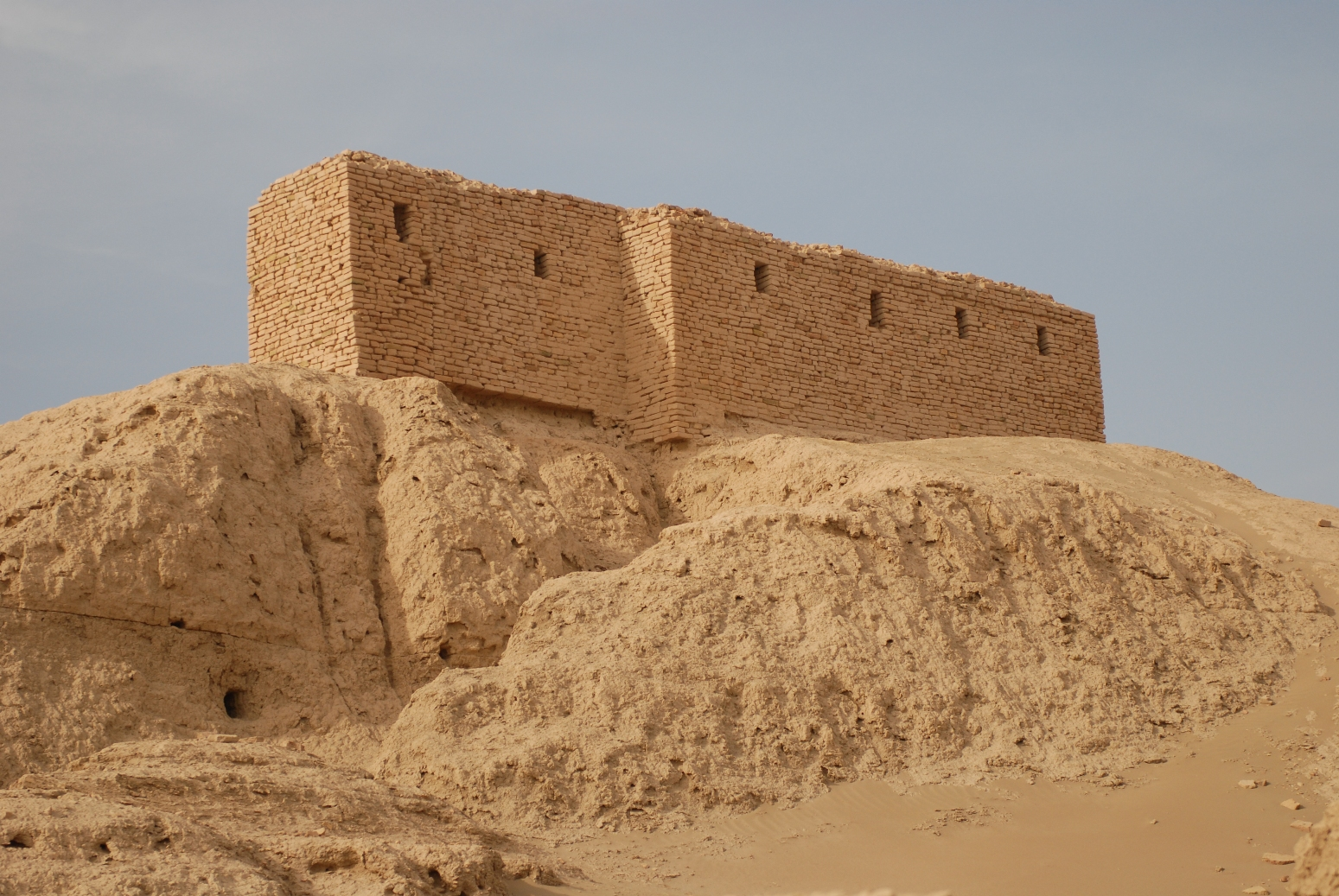
Die Ruinen von E-Kur, dem Haupttempel von Enlil

## Hauptkultort
Sein Hauptkultort und wichtigstes Zentrum der sumerischen Religion war der Tempelkomplex E-Kur in Nippur. Enlil war wahrscheinlich von Anbeginn an der Schutzgott von Nippur. Als besondere Auszeichnung wurde Nippur auch mit dem Logogramm EN.lili KI geschrieben, was „Ort des Enlil“ bedeutet.
Die anderen Götter reisten als reale Götterstelen einmal im Jahr nach Nippur, um den Segen Enlils zu erhalten. Diverse literarische Reisebeschreibungen dieser Götter auf ihrem Weg nach Nippur sind uns überliefert.
Diese Verehrung des Hauptgottes brachte Nippur einen besonderen Status unter den Stadtstaaten ein. Viele Könige bis hin zu den Assyrern rühmten sich das Heiligtum des Enlil restauriert, wiederaufgebaut oder erweitert zu haben, und entsprechend hoch war das Ansehen der Stadt, wenngleich Nippur niemals eine mächtige Dynastie hervorbrachte.

## Ikonographie
Hauptattribut von Enlil ist die Hörnerkrone auf einem Thron. Dieses Symbol bezeichnet grundsätzlich die Göttlichkeit in der mesopotamischen Ikonographie und war, bis auf wenige Ausnahmen in der Spätzeit, den Göttern vorbehalten. Als Symbol für Enlil reichte es aus, nur die Hörnerkrone auf einem Thron darzustellen.
Seine Hauptwaffe war das Netz, das Szepter und die Schicksalstafeln.
Sein Emblem war das abajEnlil-dim „Wer ist wie Ellil?“, von dem wir aber nicht wissen wie es aussah.

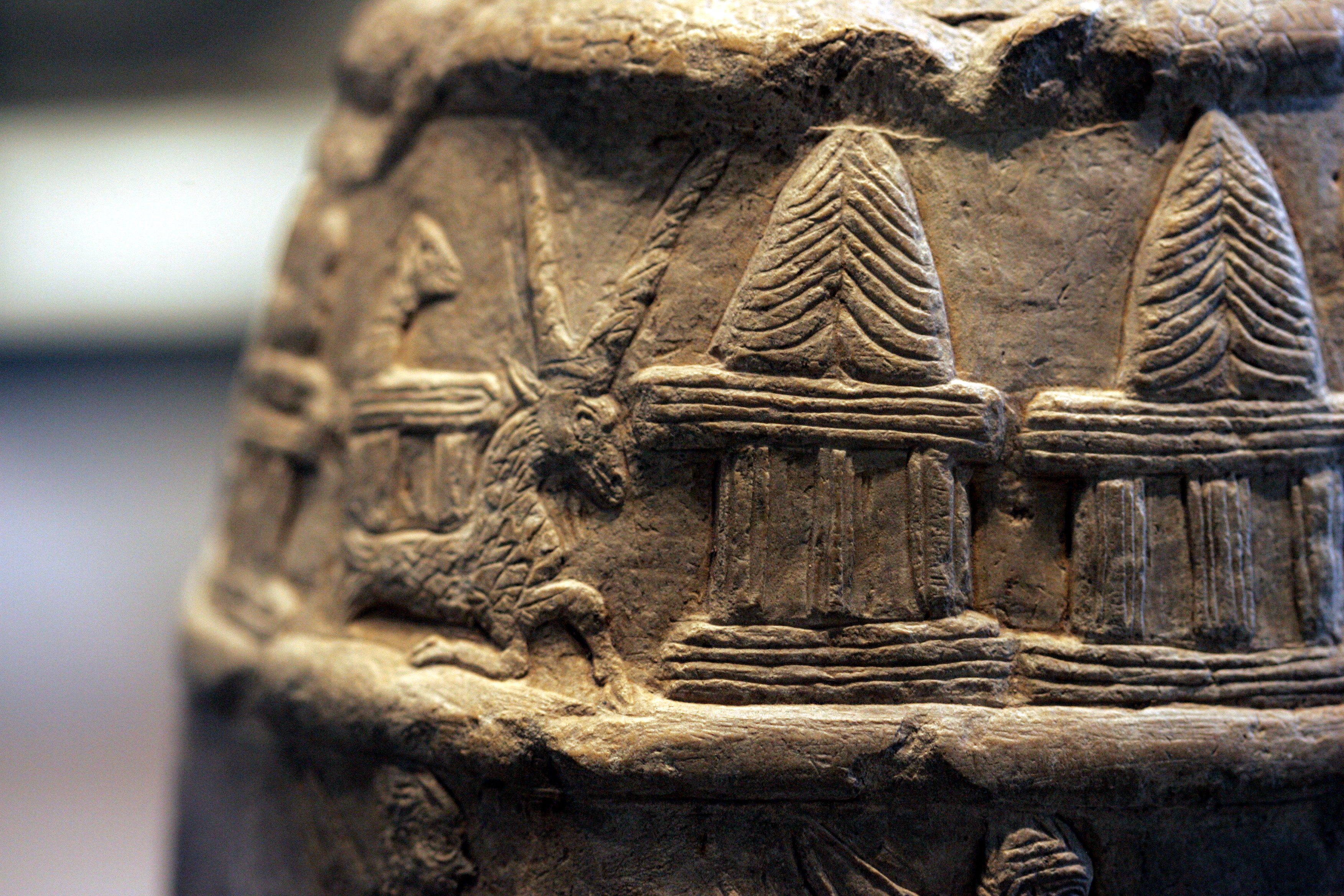
Die Hörnerkrone auf einem Thron, Zeichen von Enlil

In der sumerischen Numerologie war die Fünfzig die Zahl Enlils. Am Himmel repräsentiert ihn das Sternbild Bärenhüter.

## Mythologische Darstellungen
In der sumerischen und akkadischen Dichtung wurde Enlil mehrfach behandelt. Selten ist er der Hauptakteur, aber oft hat er eine herausragende, schlichtende oder ursächliche Stellung in den Texten.

### Das Lied von der Hacke
In einem Lehrgedicht, welches wohl das Augenmerk auf die besondere Textstruktur legen sollte, wird von Enlil als Schöpfer der Welt und der Menschen berichtet. Das Wort Hacke (al oder ar) wird hier in allen Variationen so oft wie möglich in anderen Wörtern verwendet und bezeichnet das Werkzeug, welches Enlil verwendete, um alles zu erschaffen.

### Enlil und Ninlil
Enlil begehrt die schöne Ninlil. Da diese seinen Avancen widersteht, verführt er sie mit seinen Zauberkünsten und schwängert sie mit dem Gott Nanna. Als Enlil zu den Göttern zurückkehrt, wird er von diesen als unrein bezeichnet und in die Unterwelt verstoßen. Ninlil, die davon erfährt, folgt ihm daraufhin. Auf dem Weg zur Unterwelt muss sie an drei Toren vorbei. Doch Enlil gibt sich mehrfach als Torwächter dieser Tore aus und überredet Ninlil, sie schwängern zu dürfen. Das entstandene Kind solle an Nannas statt in die Unterwelt gehen. Ninlil willigt jedes Mal ein und zeugt so die Unterweltgötter Nergal, Nianzu und Enbilulu. Diese bleiben in der Unterwelt, während Nanna, als Gott des Mondes, immer wieder die Unterwelt verlassen darf.

### Enlil und Sud
In diesem Mythos wird erzählt, wie sich Enlil in Sud verliebt und um ihre Hand anhält. Im Text wird davon gesprochen, dass Sud nach der Heirat mit Enlil zu Ninlil wird.

### Atrahasis-Epos
In der akkadischen Flutlegende, die sowohl als eigenständige Überlieferung als auch im Gilgamesch-Epos erwähnt wird, schickt der oberste Gott Enlil die Plagen, die Krankheiten und die Sintflut, um die Menschheit zu vernichten.

### Anzu-Mythos
Im Anzu-Mythos wird Enlil beim Baden der Schicksalstafeln beraubt. Ninurta, der eigentliche Hauptcharakter in diesem Mythos, besiegt Anzu und stellt damit die göttliche Ordnung wieder her.

### Enuma Anu Enlil
In der 70 Tafeln umfassenden kanonischen Keilschrifttafelserie Enuma Anu Enlil werden in 7000 Omina ominöse Erscheinungen von Mond, Sonne, Planeten und Fixsternen behandelt.